# 김철호 (1970년)
김철호(金哲鎬, 1970년 11월 20일 ~ )은 대한민국의 제7·8대 경상남도 의령군의원이었다.

## 학력
- 1983.03 ~ 1986.02 화정중학교 졸업
- 1986.03 ~ 1989.02 마산고등학교 졸업
- 동아대학교 경영학과 졸업

## 경력
- 1993 ~ 1999 코오롱그룹 근무
- 화정면 체육회 사무국장
- 의령군 수박축제위원회 사무국장
- 한국농업경영인연합회 의령군 사무국장
- 가락종친회 의령군 청년회 사무국장
- 토요애수박축제위원회 수석부위원장
- 의령군 바르게살기운동협의회 회원
- 2012 박근혜 대통령 후보 경남도당 의령군 선거연락소 연락소장
- 새누리당 경남도당 의령군 당원협의회 사무국장
- 제15·16·17기 민주평화통일자문회의 위원
- 2014.07 ~ 2018.06 제7대 경상남도 의령군의회 의원
- 2014.07 ~ 2016.07 제7대 경상남도 의령군의회 전반기 운영위원회 위원
- 2014.07 ~ 2016.07 제7대 경상남도 의령군의회 전반기 산업건설위원회 위원
- 2014.07 ~ 2016.07 제7대 경상남도 의령군의회 전반기 예산결산특별위원회 위원장
- 2016.07 ~ 2018.06 제7대 경상남도 의령군의회 후반기 산업건설위원회 위원
- 2016.07 ~ 2018.06 제7대 경상남도 의령군의회 후반기 자치행정위원회 위원
- 2018.07 ~ 2019.05 제8대 경상남도 의령군의회 의원
- 2018.07 ~ 2019.05 제8대 경상남도 의령군의회 전반기 부의장
- 2018.07 ~ 2019.05 제8대 경상남도 의령군의회 전반기 산업건설위원회 위원
- 2018.07 ~ 2019.05 제8대 경상남도 의령군의회 전반기 자치행정위원회 위원

## 공직선거법 위반
보조금 관리에 관한 법률 위반 혐의 등으로 기소된 자유한국당 김철호 의원은 1심에서 무죄를 선고받았으나, 2심에서 유죄에 해당되는 징역 2년에 집행유예 3년을 선고받았다. 이후 상고심에서도 2심 그대로 확정되면서 의원직을 상실하였다.

## 역대 선거 결과
|  | 34.01% |

|  | 38.23% |

|  | 29.75% |